# Sitios de Pensacola
Los sitios de Pensacola fueron dos intentos de los británicos, apoyados por los amerindios muscogui, de tomar el pueblo y fortaleza de Pensacola en 1707, que por entonces era uno de los dos mayores asentamientos de la Florida española junto con San Agustín. Los ataques, que formaron parte de la Guerra de la reina Ana —el teatro norteamericano de la Guerra de Sucesión Española—, tuvieron como resultado la quema del pueblo. Asimismo, provocaron la huida de la mayoría de la población india, a pesar de que el fuerte resistió las repetidas ofensivas.
El primero de los asedios se produjo en agosto de 1707 y tuvo como consecuencia la destrucción de la localidad. No obstante, el fuerte de San Carlos de Austria resistió la acometida. Una segunda expedición llegó a la zona a finales del mes de noviembre del mismo año y perpetró ataques durante tres noches consecutivas, todos ellos sin éxito, antes de retirarse. El gobernador de Pensacola, Sebastián de Moscoso, cuya guarnición se vio mermada por enfermedad, reclutó a los criminales convictos para que prestasen ayuda en la defensa del fuerte.

## Antecedentes y contexto
Los esfuerzos de Gran Bretaña y España por colonizar el sureste de Norteamérica entraron en conflicto a mediados del siglo XVII. La población española de Florida era bastante reducida en aquel momento. Desde su fundación en el siglo XVI, los españoles habían establecido una red de misiones, cuyos principales objetivos consistían en apaciguar a la población india y convertirla al catolicismo. La fundación de Charles Town —en la actualidad, Charleston, Carolina del Sur— por los ingleses en 1670 en la recién —1663— creada Provincia de Carolina avivó las tensiones entre ambas potencias. A principios del siglo XVIII, varios comerciantes carolineses, como Anthony Dodsworth y Thomas Nairne, pactaron alianzas con indios muscoguis en las cuencas de los ríos que desembocaban en el golfo de México. Los indígenas les vendían esclavos y pieles de animales a cambio de armas. Estos comerciantes penetraron en la Florida española, lo que provocó represalias y ataques de ambos bandos.
En 1700, el gobernador de Carolina, Joseph Blake, amenazó a los españoles, advirtiéndoles de que las reivindicaciones británicas sobre Pensacola, fundada por los españoles en 1698, iban a aumentar. Pierre Le Moyne d'Iberville, francés fundador de Mobile, advirtió al comandante español de Pensacola en enero de 1702 de que debía armar a los indios apalaches y formar una fuerte defensa contra las incursiones inglesas en territorio español. D'Iberville se ofreció incluso a suministrarle las provisiones y el equipamiento necesarios. No obstante, un intento de llevar a cabo una expedición punitiva contra los creeks resultó en una estruendosa derrota de los españoles y sus aliados apalaches en octubre de 1702, poco después de que llegaran las noticias de que Inglaterra había entrado en la Guerra de Sucesión Española. Tras un intento fallido de los ingleses de tomar San Agustín, varios grupos de indios liderados por los carolineses se apoderaron de algunos pueblos españoles gracias a numerosos ataques llevados a cabo contra la red de misiones españolas entre 1703 y 1706. Los franceses organizaron una expedición contra Charles Town en 1706, que resultó un fracaso y alentó a las autoridades de Carolina a atacar nuevamente a los españoles en Pensacola y a los propios franceses en Mobile. Nairne propuso una gran expedición como respuesta al ataque francés contra Charles Town, para la cual pensaba reclutar a mil quinientos indios que colaboraran en la toma de Mobile, pero las divisiones políticas existentes en Carolina hicieron imposible la ejecución del plan.

## Primer sitio: 12-20 de agosto

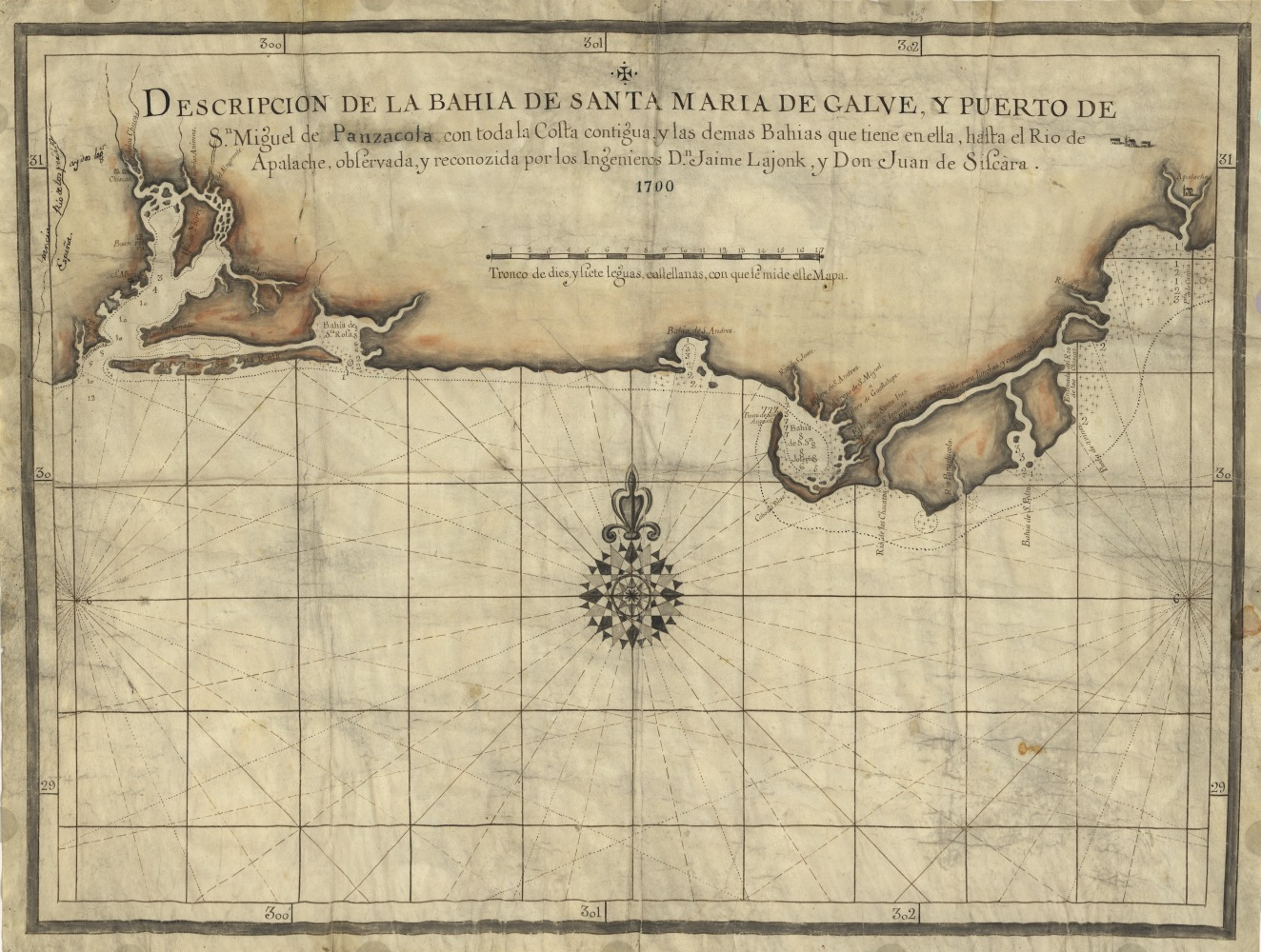
Mapa de la costa que baña el golfo de Florida, datado en 1700.

En 1707, Pensacola se encontraba bajo el mando de Sebastián de Moscoso. Se desconoce el tamaño exacto de su guarnición a fecha de 1707, aunque en un principio el número de componentes estaba fijado en 220. No obstante, esa cifra se alcanzaba muy raramente debido a dos razones principales: en primer lugar, era difícil reclutar soldados, ya que el destino era indeseado; a ello se sumaba la tasa de deserción, que era considerable. En 1708, Moscoso cifró el número de miembros de su guarnición —reducido por los eventos de 1707— en cien, de los cuales la mayoría no tenía el equipamiento necesario y algunos ni siquiera espadas. El regimiento tenía su base en el fuerte de San Carlos de Austria, una empalizada construida en 1698.
Los registros existentes no describen la composición de las fuerzas que llevaron a cabo el ataque a Pensacola en agosto de 1707, a excepción de mencionar que estaban compuestas por «varios cientos de tallapoosas y algunos comerciantes de Carolina del Sur». El asedio comenzó el 12 de agosto con la llegada de una banda de entre veinte y treinta indios, los cuales comenzaron a aterrorizar a los indígenas que residían fuera de los límites del fuerte. Aquellos se hicieron con varios prisioneros, entre los que se contaban varias mujeres y algunos niños, e incendiaron algunas viviendas. El gobernador Moscoso disparó uno de los cañones del fuerte, lo que dispersó a los atacantes; gracias a la confusión, algunos de los cautivos consiguieron zafarse. Dos días más tarde, desaparecieron diez hombres que habían salido del fuerte para realizar la colada. El 14 de agosto, unos trescientos indios aparecieron enfrente del fuerte y se desató una batalla que se prolongó durante varias horas. Los ataques, así como el saqueo del pueblo, se reanudaron al día siguiente. Tras estos enfrentamientos, la actividad se detuvo hasta el día 18, en el que se izó la bandera inglesa en una casa cercana al fuerte. Esto alentó a Moscoso a abrir fuego desde el fortín, dando lugar a una batalla que duró hasta la caída de la noche. Ese día, los atacantes quemaron el resto del pueblo, mientras que los hombres de Moscoso tuvieron que esforzarse para evitar que el fuerte también se viese afectado por las llamas.
Este hecho marcó el fin de los asaltos contra la fortaleza. Sin embargo, las zonas que se encontraban más allá del alcance de los cañones del fuerte no estuvieron seguras hasta el siguiente mes. Además, desaparecieron varias personas que se habían alejado demasiado de la zona.

## Segundo sitio: 28-30 de noviembre

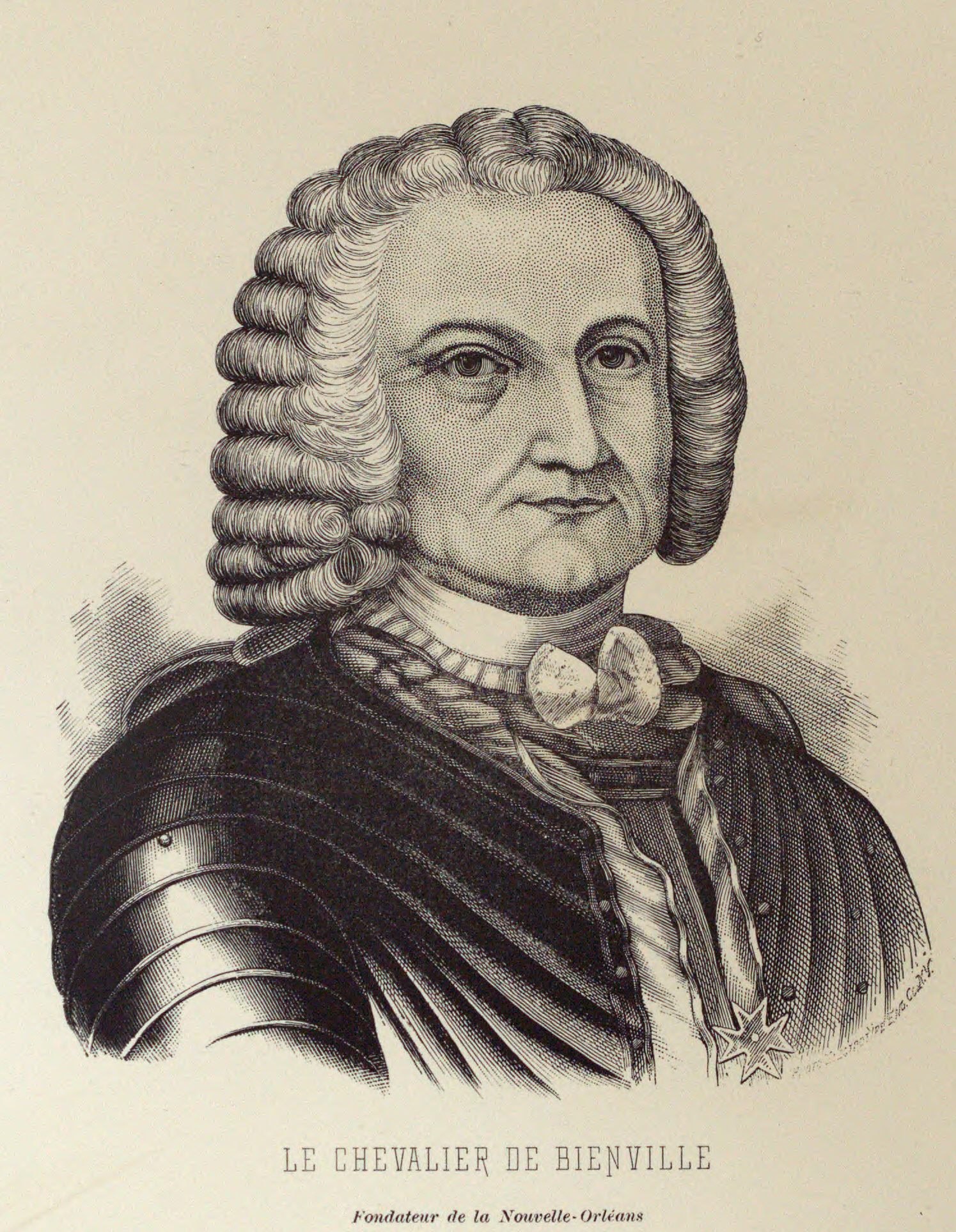
Jean-Baptiste Le Moyne de Bienville llegó a Pensacola con quinientos hombres con la intención de socorrer a los españoles, pero el sitio ya se había levantado.

El segundo sitio comenzó el 27 de noviembre con la llegada de un contingente de aproximadamente veinte comerciantes surcarolineses y trescientos creeks, entre los que se encontraban principalmente tallapoosas y alabamas. Ese día, un inglés —no identificado en los informes españoles, pero que posiblemente era Thomas Nairne— trajo consigo un documento escrito en inglés en el que se demandaba la rendición. Como ninguno de los españoles podía entender el contenido del mismo, Nairne fue expulsado. Posteriormente, un hugonote francés tradujo oralmente la reclamación de rendición a los españoles. Moscoso se negó a aceptar las condiciones, a pesar de que su guarnición se había visto considerablemente mermada por las enfermedades. A medianoche, los sitiadores iniciaron un ataque contra el fuerte que resultó inefectivo y duró hasta el amanecer, momento en el que volvieron a exigir la rendición. Moscoso se negó nuevamente. Con el objetivo de reforzar sus efectivos, reclutó a convictos que estaban retenidos en la celaduría de la fortaleza para colaborar en la defensa. A cambio de su servicio, les ofreció dinero y la libertad, de modo que estos aceptaron el ofrecimiento. Los sitiadores volvieron a atacar el fuerte durante las dos noches siguientes, pero no consiguieron logros de importancia. O bien en la noche del 29 de noviembre o en la del 30, murió uno de los jefes creek. Aparentemente, esto terminó por minar la moral de los atacantes, que levantaron el sitio la siguiente mañana. Aparte del fallecimiento de uno de los líderes, se cree que los sitiadores habían sufrido otras importantes bajas.
La noticia del ataque llegó el 24 de noviembre a oídos de los franceses que se encontraban en Mobile. El gobernador Jean-Baptiste Le Moyne de Bienville reunió a cien franceses y cuatrocientos indios con la intención de socorrer a los españoles. A pesar de ello, cuando llegaron a Pensacola el 8 de diciembre se enteraron de que el sitio había finalizado una semana antes.

## Sucesos posteriores

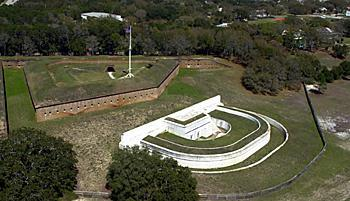
Vista aérea del Fuerte Barrancas.

Estos fueron los últimos ataques importantes contra Pensacola a lo largo de la guerra, a pesar de que se produjeron escaramuzas y secuestros posteriores sin gran importancia. Muchos de los indios que huyeron del lugar durante los sitios no regresaron jamás, por lo que Pensacola se vio reducida a poco más que su guarnición. El gobernador Bienville supo gracias a un español, que había escapado de las manos de los ingleses, que Mobile también era uno de los blancos fijados para los ataques. Con el objetivo de repeler el ataque, aumentó y mejoró las defensas de la ciudad en 1708. Sin embargo, y a pesar de que un poblado indio cercano fue atacado en mayo de 1709, esta nunca fue sitiada.
Una fuerza francesa con base en Mobile se apoderó de Pensacola en 1719, durante la guerra de la Cuádruple Alianza. No obstante, los españoles la recuperaron al final de la contienda. El lugar en el que se encontraba el fuerte de San Carlos de Austria se halla en la actualidad dentro del término de Fuerte Barrancas, un Hito Histórico Nacional, cuya construcción comenzó a finales del siglo XVIII.